# ججوس فن در مولن
ججوس فن در مولن (هلندی: Gejus van der Meulen; ۲۳ ژانویهٔ ۱۹۰۳ – ۱۰ ژوئیهٔ ۱۹۷۲) بازیکن فوتبال اهل هلند بود.

## تیم ملی
وی همچنین در تیم ملی فوتبال هلند بازی کرده‌است.